# Quatuor pour piano et cordes de d'Indy
Pour les articles homonymes, voir Quatuor pour piano et cordes.
Le Quatuor pour piano et cordes opus 7 est une œuvre de musique de chambre de Vincent d'Indy composée en 1878 pour quatuor avec piano, révisée en 1888.

## Présentation
Première page de musique de chambre de d'Indy, le Quatuor pour piano et cordes est composé en 1878. La partition, en la mineur, l'opus 7 du compositeur, est écrite pour piano, violon, alto et violoncelle,. 
L’œuvre est dédiée à Léon Reynier et créée à la Société nationale de musique le 28 décembre 1878 à Paris, salle Pleyel, par Ovide Musin (violon), Louis Van Waefelghem (alto), J.-B. Vandergucht (violoncelle) et Vincent d'Indy au piano,. La création n'est pas un grand succès (l'auteur évoque « un joli petit four »), la partition étant jugée trop moderne par la critique, et le compositeur remanie la pièce en 1888, avant de la renier à la fin de sa vie (parlant d'« une vieillerie que je n'aime pas beaucoup jouer »).
Le musicologue Jean-Alexandre Ménétrier relève que « les influences — schumanniennes, franckistes, wagnériennes — s'y côtoient naïvement. Mais certains traits personnels s'y profilent déjà : l'abondance des modulations par enharmonie, les rythmes complexes et déroutants. Divers thèmes reparaissent dans le finale [et] annoncent le « cyclisme » si cher à d'Indy ».

## Structure et analyse
Le Quatuor op. 7, d'une durée moyenne d'exécution de vingt-six minutes environ, est constitué de trois mouvements :
1. Allegro non troppo, en la mineur, à 
, de forme sonate, au premier thème successivement énoncé par le violoncelle, l'alto et le violon sur « un dessin léger en triples croches du piano. Une seconde idée, lancée par le violon, en mi majeur, module en sol dièse mineur puis en ut dièse mineur[1] » ;
2. Ballade, Andante moderato, à 
, mouvement expressif, « sans la moindre complexité[5] », qui « utilise très heureusement un mode sans sensible, aux harmonies chatoyantes, assez debussystes déjà, rendues en traits élégants du piano[1] » ;
3. Allegro vivo, à 
, en la mineur, un rondo « alerte [au] refrain, joué en octave par les cordes, [qui] est relayé par deux couplets contrastés (fa dièse mineur, puis ré mineur). Repris ensuite en ut majeur, il est suivi d'un développement où le thème de la Ballade revient comme un écho, en sol mineur ; le refrain disparaît et laisse la place au thème du second couplet, qui triomphe dans la coda[1] ».